# Жорж Вільсон
Жорж Вільсон (фр. Georges Wilson; 16 жовтня 1921 — 3 лютого 2010) — французький актор кіно та телебачення. Батько французького актора Ламберта Вільсона.

## Біографія
Вілсон народився в Шампіньї-сюр-Марн, Сена (нині Валь-де-Марн) як позашлюбний син батька-француза та матері-ірландки.
Його номінували на кінопремію BAFTA, а також на премію «Сезар». Останнім фільмом Джорджа Вілсона був «Месрін: Ворог номер один».
З 1963 по 1972 рік Жорж Вілсон був директором Національного театру Шайо (раніше відомого як Національний народний театр).
Жорж Вілсон помер у Рамбуйє в 2010 році у віці 88 років.

## Вибрана фільмографія
- 1955 — Гусари
- 1961 — Настільки тривала відсутність
- 1962 — Сім смертних гріхів